# Kakwa jezik
Kakwa jezik (ISO 639-3 keo; Bari Kakwa, Kakua, Kwakwak), nilotski jezik uže skupine Bari kojim govori oko 200,000 ljudi iz plemena Kakwa u Ugandi (130,000), poglavito u distriktima Koboko i Yumbe, te oko 20,000 u DR Kongu u provinciji Orientale i 40 000 u Južnom Sudanu u državi Central Equatoria.
Nakon svrgnuća ugandskog diktatora Idi Amina 1979. godine, koji je etnički bio Kakwa, mnogi pripadnici plemena bili su iz osvete poubijani a znatan dio je napustio svoje etničko područje. U novije vrijeme mnogi su se vratili u Ugandu gdje danas žive u nekoliko gradova u provincijama Yei i Morobo. 
Na jeziku naroda Kakwa danas se u Ugandi vodi radio program, titluju filmovi i uči se u osnovnim školama. U Južnom Sudanu gdje se također uči u osnovnoj školi govore i jezikom Bari [bfa], a u DR Kongu Bangala [bxg]. 

## Vanjke poveznice
- Ethnologue 14th
- Ethnologue 15th
- Ethnologue 16th
- Ethnologue 17th